# 园田学园女子大学短期大学部
园田学园女子大学短期大学部（日语：／ Sonoda Gakuen Joshi Daigaku  Tankidaigakubu *），简称园短，是一所位于日本兵库县尼崎市的私立短期大学。

## 概要

### 简介
- 源流成立于1938年[1][2]。短期大学为于1963年开办[2]、由学校法人园田学园经营。

### 历史
- 1963年 园田学园女子短期大学成立并同时设置家政科[3]。
- 1968年 两个专攻即文科（日语专攻、英语专攻）、幼儿教育科成立[1]。家政科分离为两个专攻即家政专攻、食物营养专攻。
- 1974年 文科的各自专攻变更为[3]。
  - 日语专攻→日文专攻
  - 英语专攻→英文专攻
- 1993年 家政科变更为生活文化学科（家政专攻变更为生活文化专攻）[3]。国际食文化专攻成立于生活文化学科[1]。
- 1994年 改校名为园田学园女子大学短期大学部[3]。文科变更为国际文化学科[3]。
  - 日文专攻→日本文化专攻
  - 英文专攻→英语文化专攻
- 1999年  国际文化学科各自专攻招生最后。次年停止招生。
- 2001年 今年4月食物营养专攻招生最后[3]。今年7月30日国际文化学科各自专攻正式停办[3]。
- 2002年 生活文化专攻和国际食文化专攻招生最后[3]。
- 2004年 今年3月31日食物营养专攻正式停办[3]。

### 宪章
- 请参看园田学园女子大学短期大学部的标志（页面存档备份，存于） （日語） 2014年1月17日阅览。

## 学校环境
- 校区：在兵库县尼崎市

## 历任校长
- 黑津敏行：第一代短期大学校长[1][4]。
- 一谷定之焏：就任于1976年[1]
- 林荣一：就任于1989年[1]
- 一谷宣宏：就任于1997年[1]
- 今井章子：就任于2007年[1]
- 富永嘉男：就任于2011年[1]。现在短期大学校长[5]

## 组织

### 学科
- 生活文化学科
- 幼儿教育学科

### 前学科
- 生活文化学科
  - 生活文化专攻[注 1]
  - 食物营养专攻[注 2]
  - 国际食文化专攻[注 1]
- 国际文化学科[注 3]
  - 日本文化专攻[注 3]
  - 英语文化专攻[注 3]
- 幼儿教育学科

### 专科
| - 没有 |

### 业余课程
| - 没有 |

### 附属学校
| - 幼儿园：前园田学园女子短期大学附属学丘幼儿园成立于1981年。 |

## 相关链接
- 日本短期大学列表
- 园田学园女子大学